# Alfredo Horacio Zecca
Alfredo Horacio Zecca (Buenos Aires, 27 settembre 1949 – Buenos Aires, 4 novembre 2022) è stato un arcivescovo cattolico argentino.

## Biografia
Monsignor Alfredo Horacio Zecca è nato a Buenos Aires il 27 settembre 1949. Il 2 ottobre successivo è stato battezzato nella basilica di Nostra Signora di Buenos Aires. L'8 dicembre 1956 ha ricevuto la prima comunione ed una settimana dopo, il 15, è stato cresimato da monsignor Manuel Tato, vescovo ausiliare di Buenos Aires. Ha ricevuto entrambi i sacramenti nella chiesa parrocchiale di Santa Rita dove ha poi sentito la vocazione al sacerdozio.

### Formazione e ministero sacerdotale
Nel marzo del 1968 è stato ammesso al seminario metropolitano di Buenos Aires. In quel periodo era entrata in vigore la norma stabilita dall'arcivescovo coadiutore Juan Carlos Aramburu che imponeva ai futuri seminaristi di frequentare gli studi introduttivi all'Istituto di orientamento vocazionale "San José" a San Isidro. Il suo primo superiore è stato il futuro cardinale Luis Héctor Villalba. Ha quindi proseguito gli studi per il presbiterato a Villa Devoto e li ha conclusi con la licenza in filosofia e pedagogia ottenuta alla Pontificia università cattolica argentina. Dall'arcivescovo Juan Carlos Aramburu ha ricevuto l'ammissione agli ordini sacri, gli ordini minori e il diaconato.
Il 19 novembre 1976 è stato ordinato presbitero dal cardinale Juan Carlos Aramburu nella cattedrale metropolitana di Buenos Aires. Lo stesso anno ha cominciano gli studi di teologia alla Pontificia università cattolica argentina e nel 1980 si è laureato. Il suo primo incarico dopo l'ordinazione è stato quello di vicario parrocchiale della parrocchia dell'Assunzione della Beata Vergine che mantenuto per due anni prima di diventare superiore del seminario. Ha anche viaggiato in Germania dove nel 1988, presso l'Università di Tubinga, ha conseguito il dottorato in teologia sotto la direzione del prof. Peter Hünermann con una tesi dal titolo "Religione e cultura senza contraddizione. Il pensiero di Ludwig Feuerbach". Già dal 1980 era docente di teologia dogmatica e teologia fondamentale presso la Facoltà di teologia della Pontificia università cattolica argentina. Nel 1990 è stato nominato decano della facoltà, carica che ha ricoperto per due mandati. Dal 1991 al 1999 è stato rettore del seminario metropolitano. È stato anche parroco della parrocchia dell'Immacolata Concezione a Villa Devoto dal 1992 al 1999, membro del consiglio presbiterale dal 1991 al 1999, membro del collegio dei consultori dal 1994 al 1999 e direttore della formazione del clero giovane dal 1991 al 1999. Il 7 aprile 1993 papa Giovanni Paolo II gli ha conferito il titolo di prelato d'onore di Sua Santità e l'anno successivo è diventato professore ordinario.
Il 9 novembre 1999 è stato eletto rettore della Pontificia università cattolica argentina e ha ricoperto l'incarico fino al dicembre del 2009. È stato presidente della Federazione argentina delle università cattoliche (FAUC), presidente dell'Organizzazione delle università cattoliche dell'America Latina (ODUCAL) e membro invitato del consiglio di amministrazione della Federazione internazionale delle università cattoliche (FIUC). Fa parte della Società argentina di teologia. Il 29 giugno 2005 papa Benedetto XVI lo ha nominato consultore della Congregazione per l'educazione cattolica.
Monsignor Zecca ha scritto diversi libri e articoli su riviste teologiche e accademiche e ha partecipato a diversi incontri internazionali in Europa, Africa, Asia e America Latina. Ha sviluppato la propria attività di ricerca scientifica nei settori della teologia dogmatica, dell'ecclesiologia e della teologia fondamentale collegando queste discipline per studiare il contributo della filosofia classica e di quella moderna e i temi di attualità del postmodernismo.

### Ministero episcopale
Il 10 giugno 2011 papa Benedetto XVI lo ha nominato arcivescovo metropolita di Tucumán. Ha ricevuto l'ordinazione episcopale il 18 agosto successivo dall'arcivescovo di Buenos Aires Jorge Mario Bergoglio, coconsacranti l'arcivescovo emerito di Paraná Estanislao Esteban Karlic, l'arcivescovo di Rosario Eduardo Vicente Mirás, l'arcivescovo emerito di Tucumán Luis Héctor Villalba e il vescovo ausiliare di Santiago del Estero Ariel Edgardo Torrado Mosconi. Ha preso possesso dell'arcidiocesi il 17 settembre successivo. Il 12 giugno 2012 lo stesso pontefice lo ha nominato membro della Congregazione per l'educazione cattolica.
Nel febbraio del 2017 si è incontrato con papa Francesco e ha presentato le sue dimissioni il 19 marzo successivo ufficialmente per motivi di salute. Il papa le ha accolte il 9 giugno. Invece di consentirgli di diventare arcivescovo emerito, come è normale in questi casi, il pontefice gli ha assegnato la sede titolare di Bolsena. Secondo alcuni articoli, papa Francesco ha rimosso monsignor Zecca non per motivi di salute, ma perché accusato di non aver difeso la memoria di padre Juan Viroche, ucciso dai narcotrafficanti e calunniato per far credere contro ogni evidenza alla tesi del suicidio. Il 5 ottobre precedente infatti, padre Viroche è stato trovato impiccato nella sua chiesa con segni di percosse, mentre nella navata erano evidenti le tracce di una colluttazione. Monsignor Zecca aveva promesso alla famiglia del prete di provvedere a una sepoltura adeguata per padre Juan e ai parrocchiani che si sarebbe presentato dal magistrato titolare dell'indagine penale sulla morte del sacerdote, per chiedere giustizia. L'arcivescovo non ha mai mantenuto queste promesse e sono emersi anche dei collegamenti tra monsignor Zecca e l'ex governatore José Alperovich. Quest'ultimo è il mentore dei fratelli Soria, accusati da padre Viroche di traffico di droga e altri abusi a La Florida e che sono considerati i mandanti dell'omicidio, fatto passare per suicidio dalla magistratura locale. Il deputato Gustavo Vera ha affermato: "La diocesi di Tucumán e il suo pastore, monsignor Alfredo Zecca, hanno scelto la linea del silenzio, arrivando a impedire addirittura che si esponesse una targa commemorativa sulla parrocchia di La Florida dove padre Viroche è stato ucciso, e lo fanno per non mettere a rischio la loro tranquilla quotidianità garantita dai compromessi con il potere locale". Il 10 agosto successivo si è congedato dall'arcidiocesi con una celebrazione in cattedrale.
È deceduto a Buenos Aires il 4 novembre 2022 all'età di 73 anni.

## Opere
- Religión y cultura sin contradicción. El pensamiento de Ludwig Feuerbach. Pontificia Universidad Catolica Argentina, Buenos Aires 1990
- Los antecedentes y las raíces filosóficas de la posmodernidad. Pontificia Universidad Católica Argentina, Buenos Aires 1993
- La interpretación teológica de los dogmas. Entre la verdad y la historia. Pontificia Universidad Católica Argentina, Buenos Aires 1997
- La centralidad de la fe cristológica en la vigilia del tercer milenio. In: Ricardo Ferrara, Carlos María Galli (Hrsg.): Presente y futuro de la teología en Argentina. Homenaje a Lucio Gera. Paulinas, Buenos Aires 1997. ISBN 950-09-1208-2. S. 369-401.
- Religión y revelación. La cuestión de la revelación en el cristianismo y las religiones. In: Teología, Bd. 35 (1998). ISSN 0328-1396 (WC · ACNP). S. 63-86.
- La iglesia como ministerio de comunión misionera en el pensamiento del cardenal Eduardo Francisco Pironio. In: Teología, Bd. 42 (2002). ISSN 0328-1396 (WC · ACNP). S. 117-136.
- (als Herausgeber) Pensamiento, poesía y celebración. Homenaje a Héctor Délfor Mandrioni. Biblos, Buenos Aires 2001. ISBN 950-786-290-0.

## Genealogia episcopale
La genealogia episcopale è:
- Cardinale Scipione Rebiba
- Cardinale Giulio Antonio Santori
- Cardinale Girolamo Bernerio, O.P.
- Arcivescovo Galeazzo Sanvitale
- Cardinale Ludovico Ludovisi
- Cardinale Luigi Caetani
- Cardinale Ulderico Carpegna
- Cardinale Paluzzo Paluzzi Altieri degli Albertoni
- Papa Benedetto XIII
- Papa Benedetto XIV
- Papa Clemente XIII
- Cardinale Bernardino Giraud
- Cardinale Alessandro Mattei
- Cardinale Pietro Francesco Galleffi
- Cardinale Giacomo Filippo Fransoni
- Cardinale Carlo Sacconi
- Cardinale Edward Henry Howard
- Cardinale Mariano Rampolla del Tindaro
- Cardinale Antonio Vico
- Arcivescovo Filippo Cortesi
- Arcivescovo Zenobio Lorenzo Guilland
- Vescovo Anunciado Serafini
- Cardinale Antonio Quarracino
- Papa Francesco
- Arcivescovo Alfredo Horacio Zecca